# Scrittrice

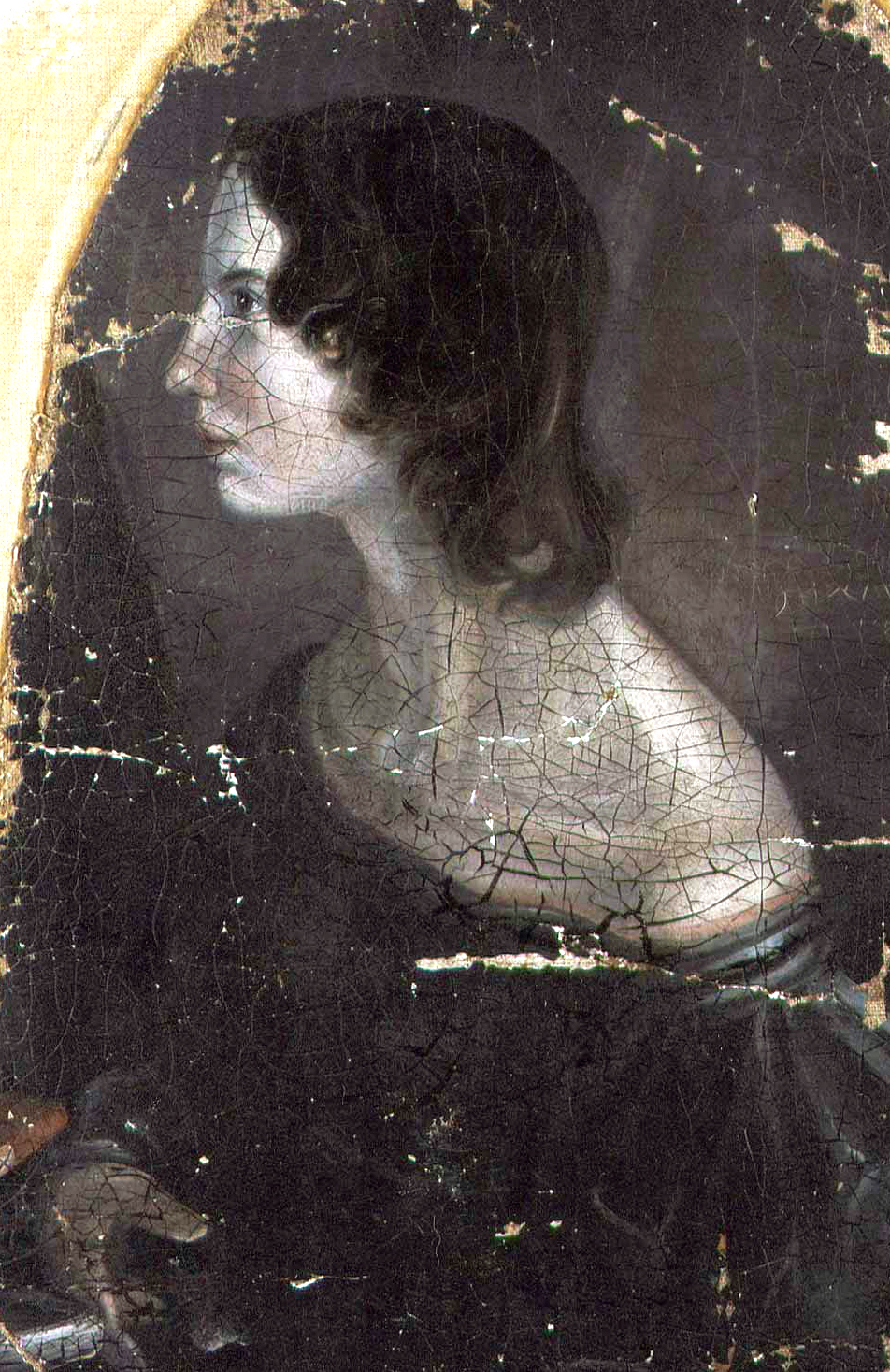
Emily Brontë

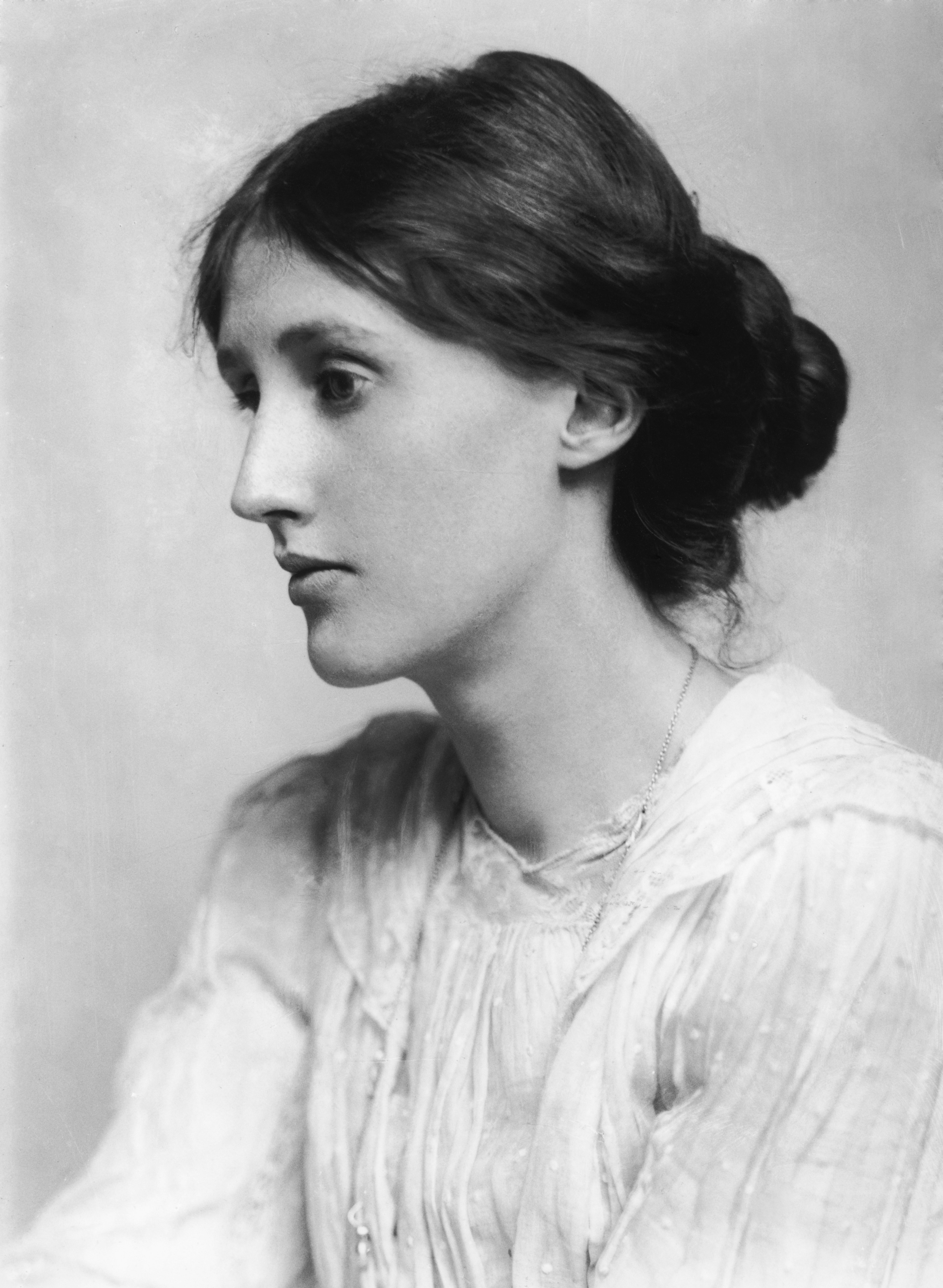
Virginia Woolf

Il termine scrittrice è il femminile del termine "scrittore". Per molti secoli la cultura letteraria fu considerata un'esclusiva maschile con l'ammissione di rarissime eccezioni. Nell'ambito degli studi letterari l'idea che il contributo delle scrittrici vada considerato come un genere autonomo si è ormai affermato tra i critici almeno dal XVIII secolo.
Ma sono state le stesse donne scrittrici a rintracciare la "tradizione femminile" nella letteratura. Mary Scott nel 1774 scrive il poemetto The Female Advocate. Nel 1803, Mary Hays ha pubblicato Female Biography un'opera in sei volumi sulle donne illustri di ogni epoca e paese.
Nel XX secolo, Virginia Woolf con Una stanza tutta per sé del 1929 esplora la condizione femminile dell'epoca, in rapporto alla produzione letteraria.

## Storia

### Mesopotamia
Tra le prime scrittrici della storia conosciute oggi c'è Enheduanna, proveniente dall'antico popolo degli Accadi ma attestata in diversi reperti dei Sumeri; è anche la prima poetessa di cui abbiamo testimonianze: era l'Alta Sacerdotessa della dea della fecondità Inanna e del dio della luna Sin. Probabilmente visse nella città-stato sumera di Ur oltre 4.200 anni fa.
I contributi di Enheduanna a lei già attribuiti all'epoca alla letteratura sumerica, andata in gran parte persa per sempre, includono diverse invocazioni a Inanna e una raccolta di inni conosciuti come "Inni del tempio sumerico". A lei sono attribuiti ulteriori testi, cose che la rendono la prima autrice nella storia.

Fu anche la prima donna conosciuta a ricoprire, nominata da suo padre (il Sargon di Akkad, il quale detiene anch'egli un primato: fu il primo imperatore della storia), il titolo di "En", un ruolo di grande importanza nella politica, che veniva incredibilmente spesso ricoperto dalle figlie dei re sumeri. 

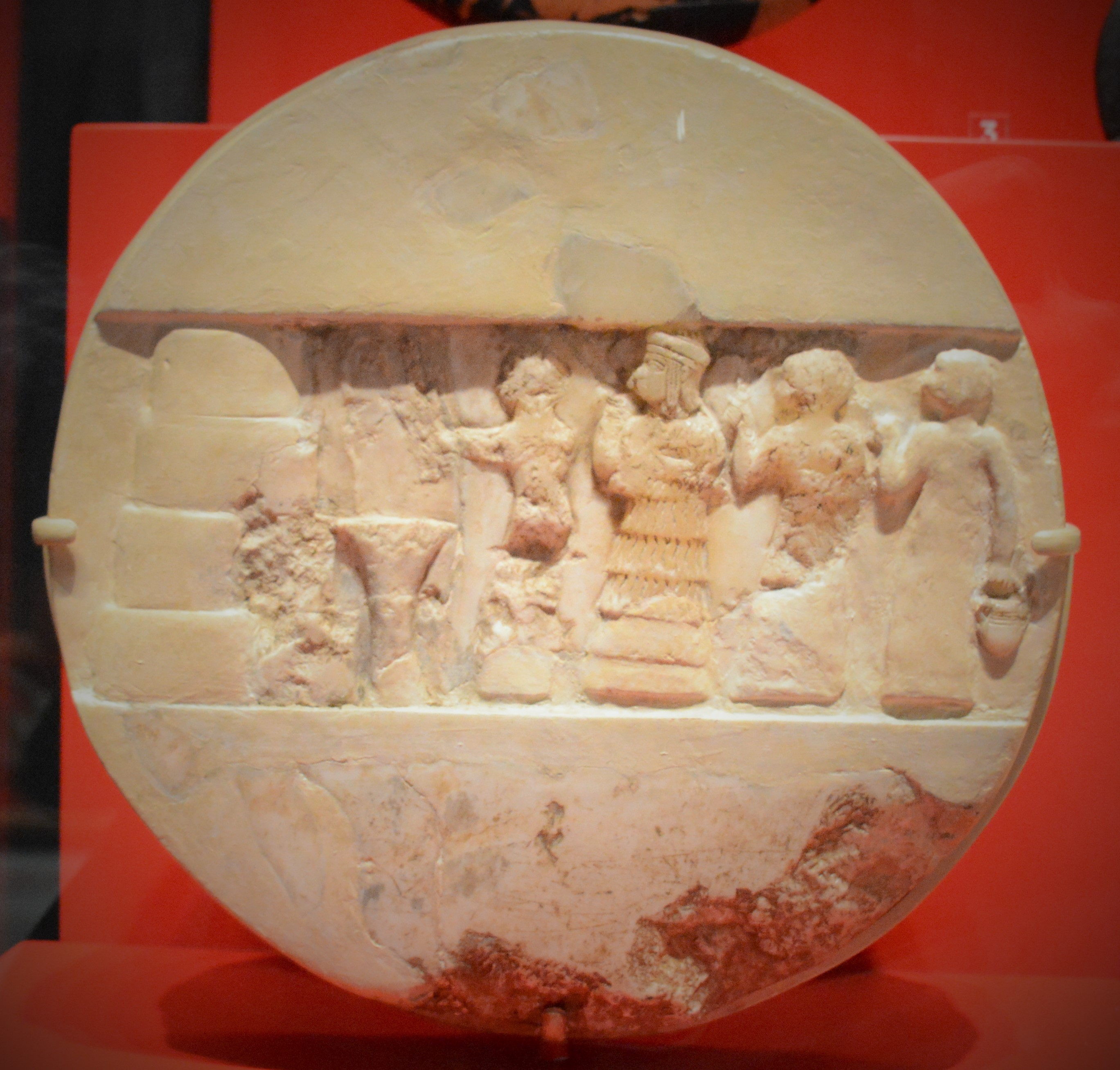
Il Disco di Enheduanna, con lei al centro dell'opera, datata tra il 2350-2300 a.C.

Enheduanna fu infine nominata Somma Sacerdotessa, per aiutare il padre ad assicurarsi il potere nel sud della Mesopotamia, dove si trovava la città di Ur.

### Antica Grecia
Sicuramente la scrittrice e poetessa più nota dell'antica Grecia è Saffo (c. 630 a.C. – c. 570 a.C.), originaria dell'isola di Lesbo e nota soprattutto per la sua poesia lirica, spesso atta ad essere cantata accompagnata da una lira.
La maggior parte della poesia di Saffo è andata perduta, e di conseguenza ciò che è rimasto della sua opera è riemerso soltanto in maniera frammentaria, fatta eccezione per un poema, unico del tutto completo: il famoso Inno ad Afrodite.
Oltre alla poesia lirica, altri autori antichi affermarono che Saffo scrisse poesie giambiche, "caratterizzate dal ridicolo e l'osceno". Esistono inoltre 3 epigrammi attribuiti a Saffo, ma in realtà scritti da imitatori ellenistici dello stile di Saffo.

### Medio Oriente
Nel III secolo, una poetessa chiamata Avvaiyar, della popolazione indiana dei Tamil, che visse durante il periodo della letteratura Sangam, è considerata contemporanea ai poeti uomini Paranar, Kabilar e Thiruvalluvar.
È stata accertata come autrice di 7 versi in Naṟṟiṇai, 15 in Kuṟuntokai, 4 in Akanaṉūṟu e 33 in Puṟanāṉūṟu. La leggenda vuole che ella fosse una poetessa di corte dei sovrani Tamil. La maggior parte delle sue canzoni parlava di un piccolo capo tribù, di nome Vallal Athiyamaan Nedumaan Anji, e della sua famiglia. Il resto delle sue odi riguardava i vari aspetti del governo statale, scritti che si sono rivelati poi fondamentali per comprendere gli usi e costumi della popolazione arcaica tamil.

### Medioevo

#### Europa

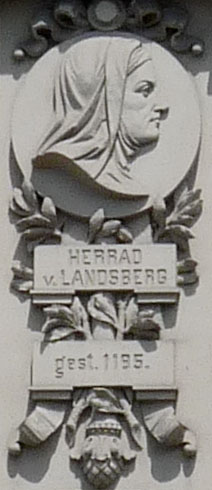
Herrada di Landsberg

Nel Medioevo in Occidente si ricordano per la poesia religiosa Roswitha di Gandersheim (sec. X), e Herrada di Landsberg (sec. XII); per quella profana Maria di Francia, che compone dei lais (racconti in versi), e Beatrice de Dia. Da ricordare anche Trotula de Ruggiero, della celebre scuola medica di Salerno, per alcuni trattati a lei attribuiti: De passionibus mulierum ante in et post partum, De ornatu mulierum e Practica secundum Trotam.
In ambito europeo, Cristina da Pizzano, nata a Venezia nel 1364 ma cresciuta e vissuta in Francia, è stata la prima scrittrice di professione e la prima storica laica.

#### Giappone
Scritto durante il medioevo giapponese, il romanzo Genji monogatari è stato scritto all'inizio dell'XI secolo dalla nobildonna Murasaki Shikibu, considerata con la sua opera la prima scrittrice donna del Giappone.

## Nel mondo

### Italia

#### Rinascimento e Settecento
Nel Quattrocento e nel Cinquecento c'è stato un fiorire di poetesse: Gaspara Stampa, Vittoria Colonna, Isabella di Morra, Veronica Franco, Veronica Gambara.
Questa tradizione si interruppe nel seicento, per riprendere, poi nel settecento con l'alto numero di poetesse dell'Arcadia, luogo idilliaco in poesia.
Poetesse dell'Arcadia
- Teresa Bandettini col nome arcadico di Amarilli Etrusca[7]
- Maria Selvaggia Borghini col nome arcadico di Filotima Innia[8]
- Faustina Maratti Zappi col nome arcadico di Aglauro Cidonia
- Maria Maddalena Morelli col nome arcadico di Corilla Olimpica
- Aurora Sanseverini Gaetani col nome arcadico di Lucinda Coritesia
- Maria Antonia Scalera Stellini col nome arcadico di Aricia Gnateatide[9]
- Paolina Secco Suardo Grismondi col nome arcadico di Lesbia Cidonia[10]
- Fortunata Sulgher col nome arcadico di Temira Parasside[11]
- Clotilde Tambroni col nome arcadico di Doriclea Sicionia[12]

### Francia

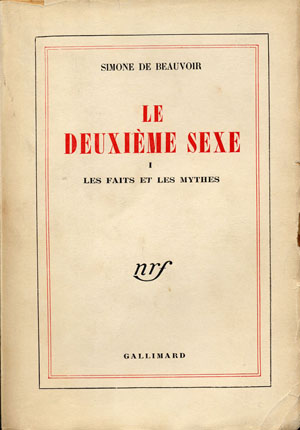
Simone de Beauvoir Le deuxième sexe, 1949

#### Esistenzialismo
In Francia il termine più usato a partire dal XVII secolo fu femme de lettres in concomitanza con il diffondersi dei salotti letterari luogo di incontro e di dibattiti tra gli intellettuali parigini, dove non era raro che la padrona di casa svolgesse un ruolo culturale, in prevalenza letterario.
A cavallo del XVIII e XIX secolo, spicca la figura della scrittrice Madame de Staël che, con i suoi viaggi, le sue opere e le sue frequentazioni, influenzò la letteratura europea dell'epoca diffondendo lo spirito del romanticismo.

#### Novecento
La scrittura al femminile ebbe una svolta radicale con la pubblicazione de Le deuxième sexe (Il secondo sesso, 1949) di Simone de Beauvoir (1908-1986). La de Beauvoir, legata allo scrittore e filosofo Jean-Paul Sartre (1905-1980), era un'esistenzialista che, da questa prospettiva, indagava sulle cause della condizione di inferiorità in cui si trova la donna e sulle sue possibili vie di uscita.
Ciascun essere umano, nella sua propria individualità, è necessariamente «altro» (indicato convenzionalmente in minuscolo) rispetto a ogni (altro) individuo, ma in questa ovvia considerazione di alterità non vi è alcuna connotazione di valore, né indicazione di una condizione di subordinazione: l'«Altro» (maiuscolo), per la Beauvoir è invece l'essere connotato come irriducibilmente inferiore che, in quanto tale, va tenuto distinto e individuato con chiarezza in modo da essere collocato in un piano inferiore e separato. In questo contesto l'«Altro» è la donna, è l'appartenente a un sesso diverso da quello che ha connotato e connota di sé il mondo, è perciò «il secondo sesso», essendo naturalmente quello maschile il primo.

### Regno Unito
Nel 1862 la scrittrice irlandese Julia Kavanagh (1824-1877) pubblicò il saggio English women of letters in cui prende in esame le opere più significative per lo sviluppo del romanzo moderno prodotte da dieci scrittrici del Regno Unito di Gran Bretagna e Irlanda dal XVII al XIX secolo, le seguenti:
- Oroonoko di Aphra Behn (1640-1689) che fu la prima donna di lingua inglese a guadagnarsi da vivere come scrittrice;
- David Simple di Sarah Fielding (1710-1768);
- Evelina e Cecilia di Frances Fanny Burney (1752-1840), citata come Madame D'Arblay;
- Emmeline, Ethelinda e The Old Manor House di Charlotte Smith (1749-1806);
- quattro romanzi gotici di Ann Radcliffe (1764-1823);
- A Simple Story di Elizabeth Inchbald (1753-1821);
- Castle Rackrent, Belinda e Tales of Fasionable Life di Maria Edgeworth (1767-1849);
- I 6 principali capolavori di Jane Austen (1775-1817);
- The Father and Daughter e Adeline Mowbray di Amelia Opie (1769-1853);
- The Wild Irish Girl e O'Donnel di Lady Morgan (c.1776-1859).

### Slovenia

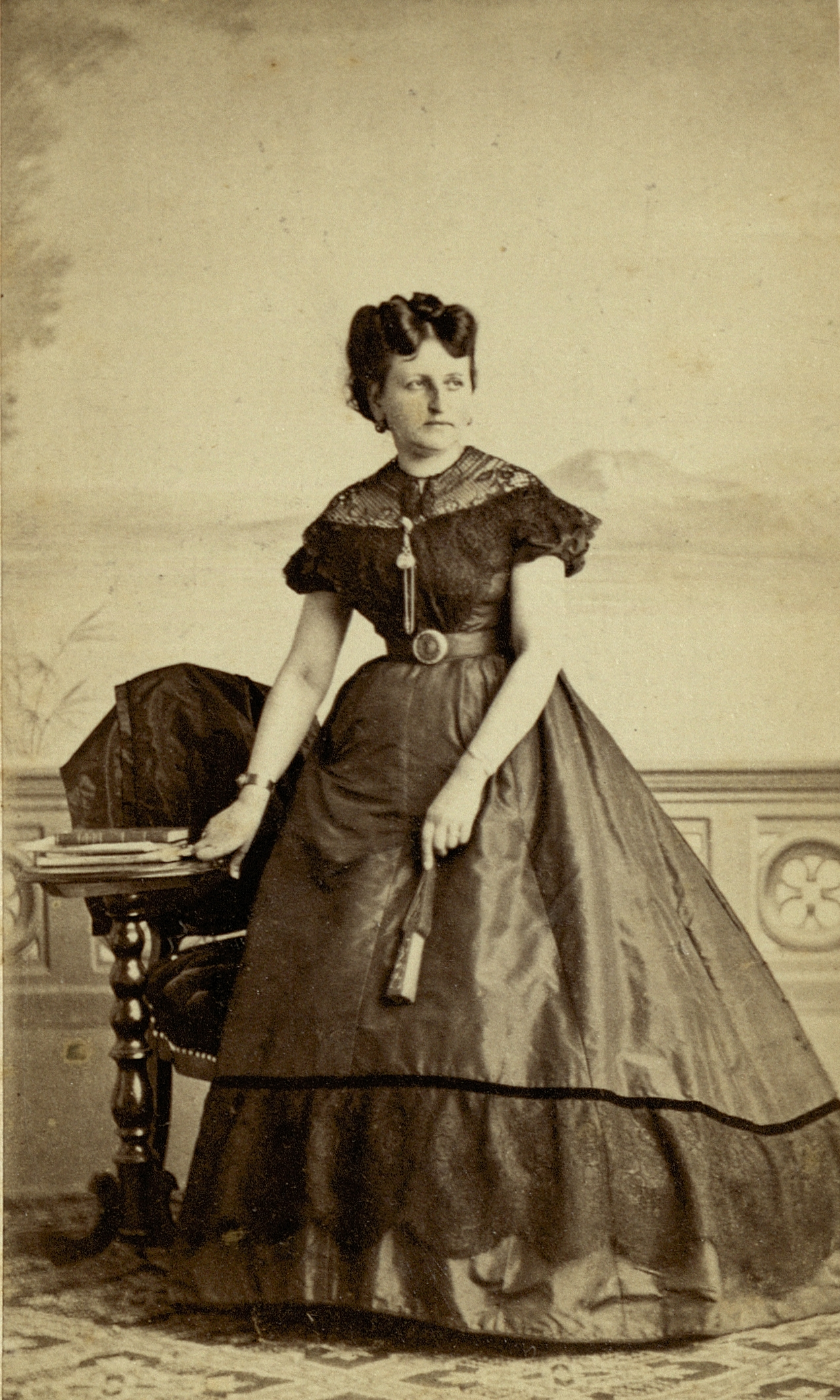
Luiza Pesjak, (1828 - 1898) Scrittrice slovena

In lingua slovena le prime scrittrici compaiono nel XIX secolo: Josipina Turnograjska (1833-1854) che nella sua breve vita scrisse 38 racconti oltre a diverse poesie; Pavlina Pajk (1854-1901) che scrisse novelle, racconti e sei romanzi; Luiza Pesjak (1828-1898) la cui opera si ricollega al romanzo femminile tedesco.

## Pseudonimi maschili
Nonostante la non trascurabile presenza di scrittrici, uno stereotipo diffuso era che l'attività di scrivere fosse una prerogativa maschile, per questo nel secolo XIX era pratica diffusa tra alcune scrittrici l'usare pseudonimi maschili per pubblicare le proprie opere e venir ascoltate, indipendentemente dal sesso (basti pensare al caso delle sorelle Brontë, di George Sand e di George Eliot o di Jane Austen).

## Libri per ragazzi
La presenza delle donne nella letteratura per ragazzi è diventata di rilievo anche in epoche in cui scrivere libri era pressoché una prerogativa esclusivamente maschile. Un certo ritardo lo si è avuto invece in Italia, dove nell'intero Ottocento non si hanno figure di particolare importanza.

### Scrittrici per ragazzi
- Louisa May Alcott
- Ida Baccini
- Harriet Beecher Stowe
- Wanda Bontà
- Frances Hodgson Burnett
- Selma Lagerlöf
- Johanna Spyri
- Henriette Bichonnier
- Mary Mapes Dodge
- Kathryn Forbes
- Florence Montgomery
- Anna Russo
- Angela Nanetti
- Silvana De Mari
- J. K. Rowling
- Bianca Pitzorno
- Giana Anguissola
- Lucy Maud Montgomery

### Libri per ragazzi scritti da donne
- Piccole donne
- La capanna dello zio Tom
- Il piccolo Lord
- Il giardino segreto
- La piccola principessa
- Il viaggio meraviglioso di Nils Holgersson
- Heidi
- Il mostro peloso
- Pattini d'argento
- Io e la mamma
- Incompreso
- Pao alla conquista del mondo
- La bambina Babilonia
- Caro Hamid, fratello lontano
- Camilla e la matita magica
- La bestia e la bella
- L'ultimo elfo
- Harry Potter
- Anna dai capelli rossi
- L'incredibile storia di Lavinia